# بوریس گرگورکا
بوریس گرگورکا (انگلیسی: Boris Gregorka; ۲ اوت ۱۹۰۶ – ۱۶ مارس ۲۰۰۱) ژیمناست هنری اسلوونیایی‌تبار اهل یوگسلاوی بود.